# Tahmineh Milani
Pour les articles homonymes, voir Milani.
Tahmineh Milani (en persan : تهمینه میلانی), née en 1960 à Tabriz est une réalisatrice, scénariste et productrice de film iranienne.

## Carrière
Elle obtient un diplôme d'architecture de l'université de science et technologie de Téhéran en 1986. Elle commence à réaliser des films avec Enfants du divorce en 1989, après des petites expériences en tant qu'assistante du réalisateur.
Dans ses derniers films, elle traite des problèmes et des souffrances des femmes, qui ont dans certains cas une activité politique.

## Filmographie (comme réalisatrice)
- 1989 : Enfants du divorce
- 1991 : Afsane-ye ah (La Légence d'un soupir)
- 1992 : Digeh che khabar? (Sinon, quoi de neuf?)
- 1996 : Kakado
- 1999 : Deux Femmes (Do zan)
- 2001 : Nimeh-ye penhan (La Moitié cachée)
- 2003 : Vakonesh panjom (La Cinquième Réaction)
- 2005 : Zan-e ziadi, (La Femme de trop)
- 2006 : Atash bas (Cessez le feu)
- 2008 : Super Étoile (Super Star)

## Récompenses et nominations
- 2001 : Best Artist Contribution au Festival international du film du Caire pour Nimeh-ye penhan[1]
- 2001 : Sélection officielle à la Pyramide d'or du Festival international du film du Caire pour Nimeh-ye penhan[1]
- 2003 : Grand Prix du Festival International du film de Genève : Cinéma Tous Écrans pour Vakonesh panjom[2]
- 2006 : Meilleur réalisateur à l'Asia-Pacific Film Festival pour Zan-e ziadi[3]
- 2006 : Meilleur film à l'Asia-Pacific Film Festival pour Zan-e ziadi[3]
- 2006 : Meilleur scénario à l'Asia-Pacific Film Festival pour Zan-e ziadi[3]